# 조나이촌
조나이촌(城内村)은 니가타현 미나미우오누마군에 있던 촌이다. 

## 역사
- 1901년 11월 1일 - 미나미우오누마군 조나이촌이 성립하였다.
- 1956년 9월 1일 - 무이카정, 이카사와촌, 오마키촌과 합병해, 무이카정이 신설되어 소멸하였다.

## 참고문헌
- 『市町村名変遷辞典』東京堂出版、1990年。